# Колоницкий, Пётр Федотович
Пётр Федотович Колоницкий — советский журналист, философ, учёный, доктор философских наук.

## Биография
Родился в 1913 году на хуторе Седенье. Член КПСС.
Окончил Московский институт истории, философии и литературы, его аспирантуру.
Участник Великой Отечественной войны: старший инструктор по пропаганде в политотделе танковой дивизии, в авиационной дивизии в действующей армии, в политуправлении Северо-Кавказского фронта, агитатор Политуправления Черноморской группы войск Северо-Кавказского фронта, лектор политического отдела отдельной Приморской армии.
В 1945—1948 гг. — заместитель ректора по учебной части Центральной комсомольской школы.
В 1950—1952 гг. — ректор Центральной комсомольской школы.
В 1959—1964 гг. — главный редактор журнала «Наука и религия».
Умер в 2001 году в Москве.

## Научный вклад
Исследователь в области научного атеизма и философии религии.
- Колоницкий П. Ф. Мораль коммунистическая и мораль религиозная / Всесоюз. о-во по распространению полит. и науч. знаний. — Москва : Знание, 1952. — 30 с. ; 22 см.
- Колоницкий П. Ф. Марксистский философский материализм — теоретическое оружие в борьбе с религией / Всесоюз. о-во по распространению полит. и науч. знаний. — Москва : Знание, 1954. — 48 с. ; 22 см.
- Колоницкий П. Ф. Противоположность научного и религиозного мировоззрения / Всесоюз. о-во по распространению полит. и науч. знаний. — Москва : Б. и., 1955. — 11 с. ; 20 см.
- Колоницкий П. Ф. Марксизм-ленинизм о религии. — Москва : Воениздат, 1959. — 122 с. ; 20 см.
- Колоницкий П. Ф. Чем утешает вас религия. — Москва : Моск. рабочий, 1963. — 46 с. ; 17 см. — (Беседы о религии)
- Колоницкий П. Ф. Слово о законе божьем : Беседы о религиозной нравственности. — Москва : Моск. рабочий, 1966. — 144 с. ; 17 см.
- Колоницкий П. Ф. Философские проблемы атеистического воспитания: диссертация … доктора философских наук : 09.00.06 / Колоницкий Петр Федотович. ― Москва, 1974.
- Колоницкий П. Ф. Атеизм и формирование коммунистической личности / П. Ф. Колоницкий. ― Москва, 1975.

## Награды
- Орден Отечественной войны II степени (1944, 1985)
- Орден Красной Звезды (1943)
- Орден Знак Почёта (28.10.1948, 04.05.1962)